# 高崎市立短期大学
高崎市立短期大学（たかさきしりつたんきだいがく、英語: Takasaki City Junior College）は、群馬県高崎市高松町1番地　に本部を置いていた日本の公立大学である。1952年に設置され、1958年に廃止された。

## 概要

### 大学全体
- 群馬県高崎市に所在した日本の日本の公立短期大学で、設置主体は高崎市[2]。
- 1学科、入学定員200名をもって1952年3月に高松町の旧連隊兵舎を校舎として開学[3]。初代学長は河西太一郎[4]。
- 1957年4月、後進校である高崎経済大学の開学とともに高崎市立短期大学の1年次生（1956年度入学生）は、高崎経済大学の第2年次生に編入。高崎市立短期大学は1958年に廃止され、短期大学としての使命を終えた[4][注釈 2]。

### 学風および特色
- 高崎市立短期大学は、当時としてはユニークな昼夜開講制となっていた[5][注 1]。
- 日中、教員や公務員などの仕事をしながら学ぶ学生も多かった[6]。
- 聴講生制度があった[7]。

## 沿革
- 1952年
  - 3月1日 左記を以て文部省[注 2]より短期大学の設置が認可される[8][9][10]。
  - 4月1日 高崎市立短期大学が以下の学科体制にて開学する[注 3]。
    - 商経科[注 4]

  - 初代学長に河西太一郎就任[12][13]
- 1956年
  - 4月1日 本年度をもって学生募集を終了[注釈 2]。
- 1958年
  - 4月25日 左記を以て廃止の認可を受ける[16]。

## 基礎データ

### 所在地
- 群馬県高崎市高松町[注釈 1]

## 教育および研究

### 組織

#### 学科[注 5]
- 商経科[注 6]

#### 専攻科
- なし

#### 別科
- なし

#### 取得資格について
- 教職課程として中学校教諭二級免許状（職業）と高等学校教諭免許状（商業）が設けられていた[18][19][20]。

#### 学生数
- 商経科 男495・女33[注 7]

#### 附属機関
- 図書館[22]
- 産業研究所[22]
- 職業教育研究所[22]

### 研究
- 『高崎論叢』[23]ほか。

## 学生生活

### 部活動・クラブ活動・サークル活動
- 高崎市立短期大学で活動していたクラブ活動[24]
  - 体育系：野球・テニス・バレーボール・卓球・スキー・山岳部・柔道・ラグビー・空手・陸上ほか
  - 文化系：文芸・音楽・美術・英語・生物・ダンス・史学・映画・絵画ほか

### 学園祭
- 高崎市立短期大学の学園祭は、開学した年の1952年秋にスタートした。夜間学生との交流が進められる数少ない機会となっていた[6]。

### スポーツ
- バレーボールというスポーツが強く天皇杯全日本バレーボール大会において2年連続優勝という活躍をみせていた[25]。

## 大学関係者と組織

### 大学関係者組織
- 高崎市立短期大学自治会：1952年6月発足[6]。

## 施設

### キャンパス
- キャンパスは、老朽化した兵舎を改築したものとなっていた。そのため、設置当初は設備面・備品などにおいて問題点が多かったようである[26]。

### 学生食堂
- 食堂部あり[22]。

## 短期大学から大学移行に関して
短大から大学への移行に際しては、短大教授19人のうち経済大学に教員として残るのは6名で、13人が外された。大井正に代表されるように、進歩的な教員が再任されず、事実上追放された。市当局は、短大と高崎経済大学は別の大学であるため教授陣を引き継ぐ必要はなく、また13名は東京からの通勤で出講率が悪いためと説明したが、解雇された大井正教授らは「われわれ13人を思想的に面白くないとして整理したのだ」と訴えた。
これにかわって、東京大学の元教授で、高崎経済大学初代学長となる田辺忠男、東宝争議時代、経営側としてストに強硬路線で対決した渡辺銕三、ILO日本代表をつとめた北岡寿逸の三教授を中心とした保守派の教授陣を迎えた。田辺は、戦前、東大の革新派として土方成美、橋爪明夫、難波田春夫らとともに知られ、大内兵衛、矢内原忠雄らのマルクス派、河合栄治郎、大河内一男、山田文雄らの純理派と角逐を繰り広げ、一時は辞表を提出した経緯を持つ。